# Pecatonica
Pecatonica is een plaats (village) in de Amerikaanse staat Illinois, en valt bestuurlijk gezien onder Winnebago County.

## Demografie
Bij de volkstelling in 2000 werd het aantal inwoners vastgesteld op 1997. In 2006 is het aantal inwoners door het United States Census Bureau geschat op 2191, een stijging van 194 (9,7%).

## Geografie
Volgens het United States Census Bureau beslaat de plaats een oppervlakte van 3,2 km², geheel bestaande uit land. Pecatonica ligt op ongeveer 235 m boven zeeniveau.

## Plaatsen in de nabije omgeving
De onderstaande figuur toont nabijgelegen plaatsen in een straal van 16 km rond Pecatonica.